# Marienkirche (Hürup)

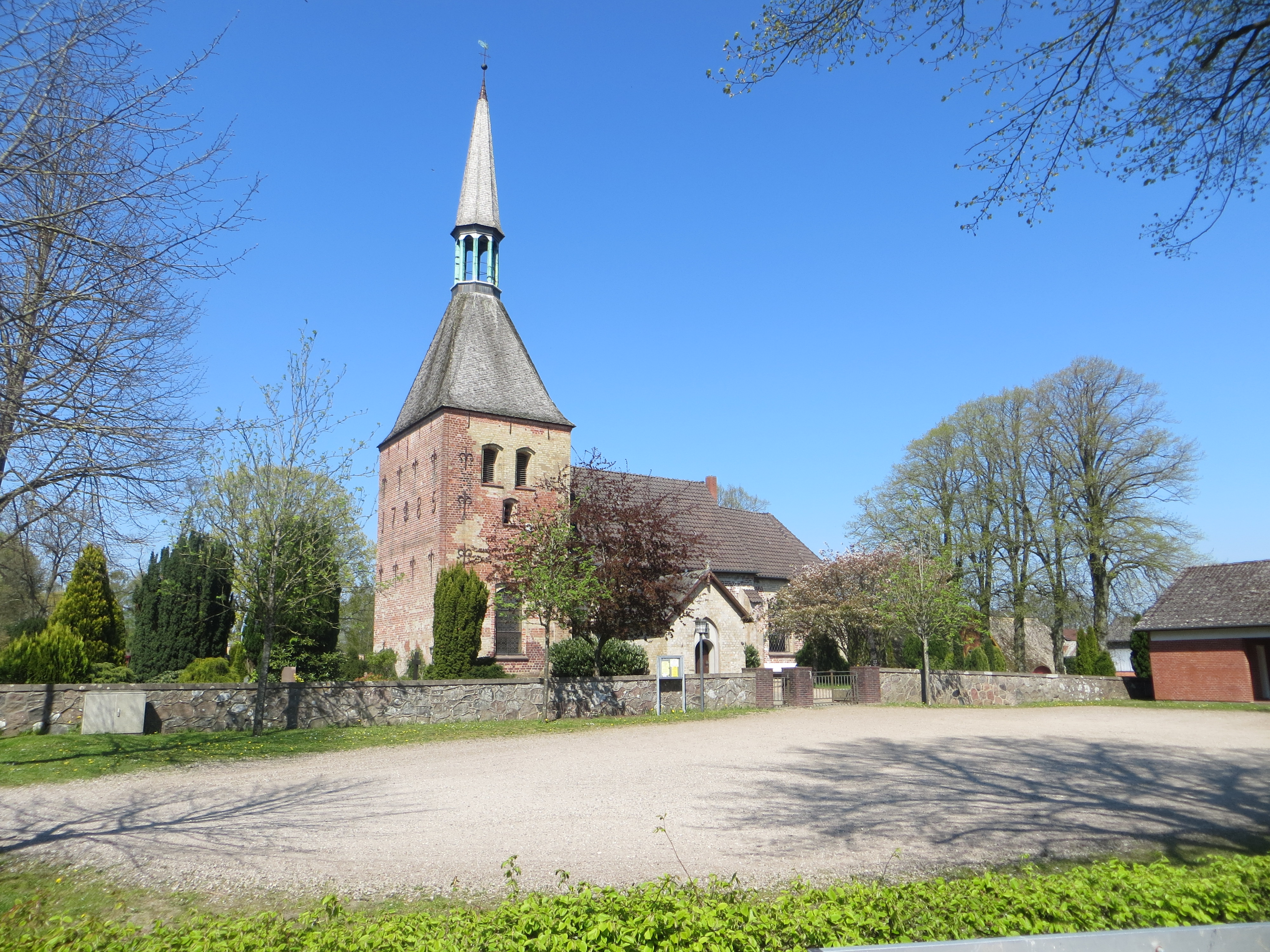
Hüruper Marienkirche (2014)

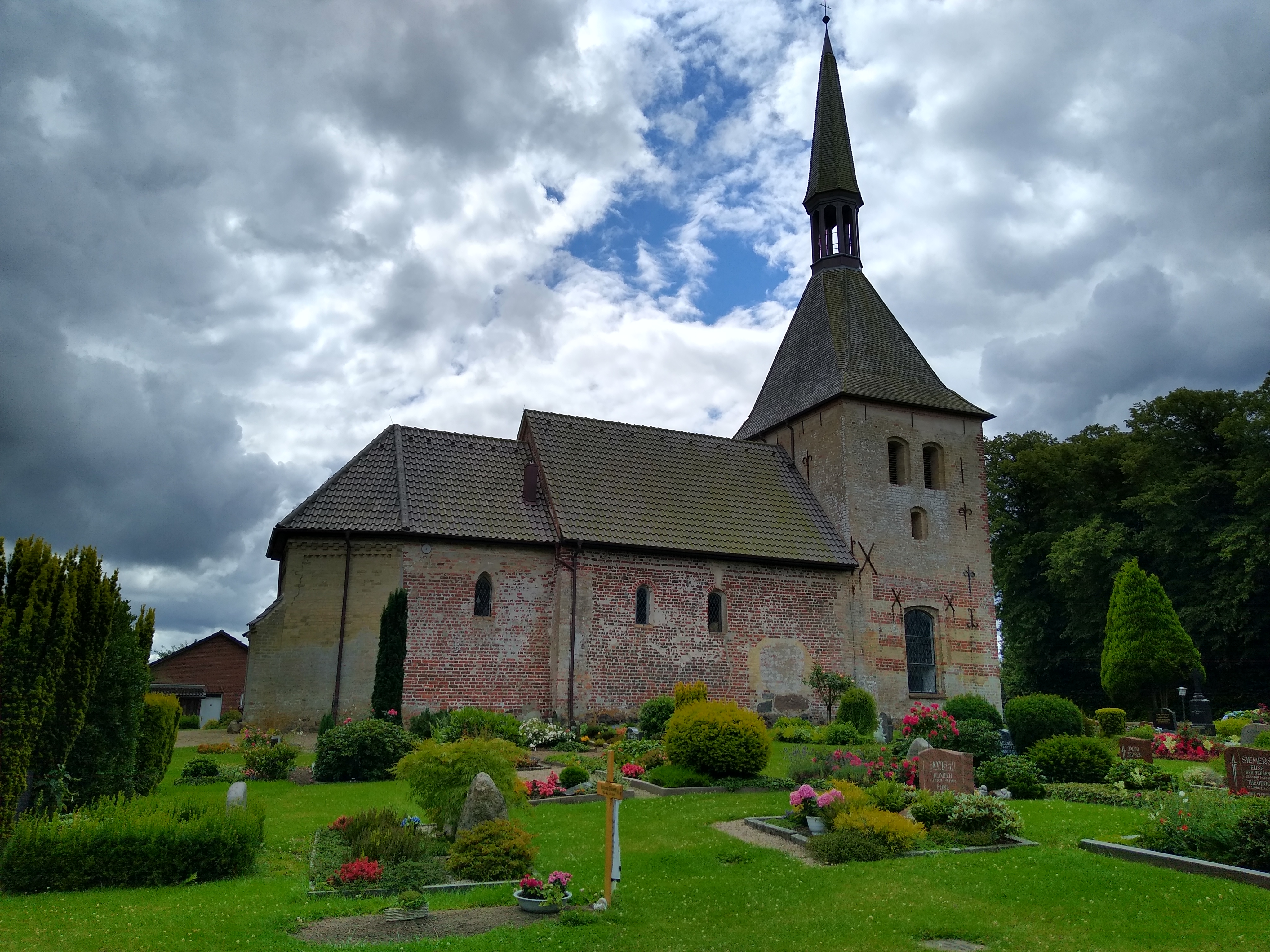
Blick von Norden (2020)

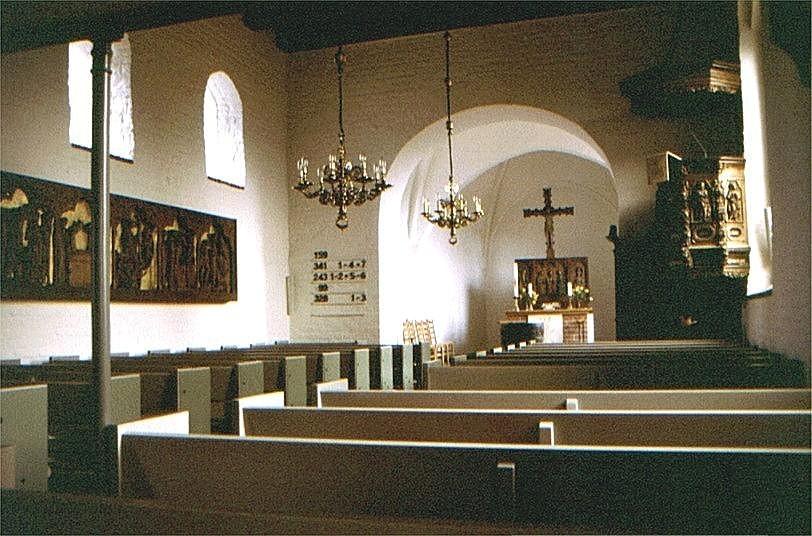
Innenansicht der Hüruper Kirche

Die Marienkirche in Hürup, einer Gemeinde im Kreis Schleswig-Flensburg in Schleswig-Holstein, ist ein romanischer Backsteinbau vom Anfang des 13. Jahrhunderts mit einer besonders reichhaltigen mittelalterlichen Ausstattung. Sie gehört zusammen mit der Michaeliskirche in Rüllschau zur Kirchengemeinde Hürup-Rüllschau im Kirchenkreis Schleswig-Flensburg in der Evangelisch-Lutherischen Kirche in Norddeutschland.

## Geschichte
Die Hüruper Marienkirche ist ein schlichter, einschiffiger Backsteinbau mit flacher Holzdecke aus dem Anfang des 13. Jahrhunderts. Der eingezogene Kastenchor wurde in gotischer Zeit um einen dreiseitigen Abschluss erweitert und eingewölbt. 1934 wurde das Vorhaus vor dem Süderportal angefügt.
Im 16. Jahrhundert wurde der Turm ergänzt. 1892 wurde die Turmhalle mit dem Kirchenschiff verbunden. 2014 wurde der mit Holzschindeln gedeckte Turm renoviert.

## Ausstattung
Taufe
Der romanische Taufstein aus Granit stammt aus dem 12. Jahrhundert, er wird dem Steinmetz Horder zugeschrieben. Es sind noch Spuren einer früheren farbigen Bemalung erhalten. Eine ähnliche Taufe befindet sich in Grundhof. Sie gehört zu einer Gruppe von Granittaufen, die überwiegend in Nordschleswig beheimatet ist. Es sind keine Themen oder Figuren vorhanden, sondern es verzieren in zwei Streifen umlaufende Ranken das Becken. Diese aus Djursland stammende Taufe zeigt mit ihren Ranken im ursprünglichen Sinn den Lebensbaum, ein uraltes christliches Symbol.
Passionsrelief
An der Nordseite der Kirche befindet sich ein 6,3 m langes Relief von etwa 1265, das zu den bedeutendsten Werken frühgotischer Plastik in Norddeutschland zählt. Ein ähnliches Werk (um 1285) besitzt nur noch die St.-Jürgen-Kirche in Nordhackstedt. Dargestellt werden in den sieben Reliefs der Hüruper Passion Gefangennahme, Geißelung, Kreuzabnahme, Grablegung, Auferstehung, die drei Frauen am Grabe und Christus in der Vorhölle. Zur Bestimmung der künstlerischen Einflüsse auf die ausführende Schnitzwerkstatt wurden die gotischen Kathedralportale, von Fritz Fuglsang vor allem das Westportal in Amiens, von Jörn Barfod primär die Querhausportale in Chartres und Skulpturen aus Sens und Laon als Vergleiche herangezogen.
Ursprünglich war die Passion möglicherweise für den Lettner der Klosterkirche des Zisterzienserklosters Rüde geschaffen worden; sie wäre dann nach dem Abbruch des Klosters 1582 in die Hüruper Kirche gelangt. Lange befand sich die Passionsfolge wie in Nordhackstedt über dem Chorbogen und wurde vermutlich von einem nicht mehr vorhandenen Kruzifix gekrönt, weswegen auch so eine Anbringung als ursprünglich gedachte diskutiert wurde. Ende des 19. Jahrhunderts wurden die Reliefs abgenommen und die Reste der ursprünglichen Bemalung entfernt. 2000 wurde die Passionsfolge restauriert und erhielt einen neuen Rahmen und ein vergoldetes Hintergrundbrett. Heute hängt sie an der Nordwand des Kirchenschiffs.

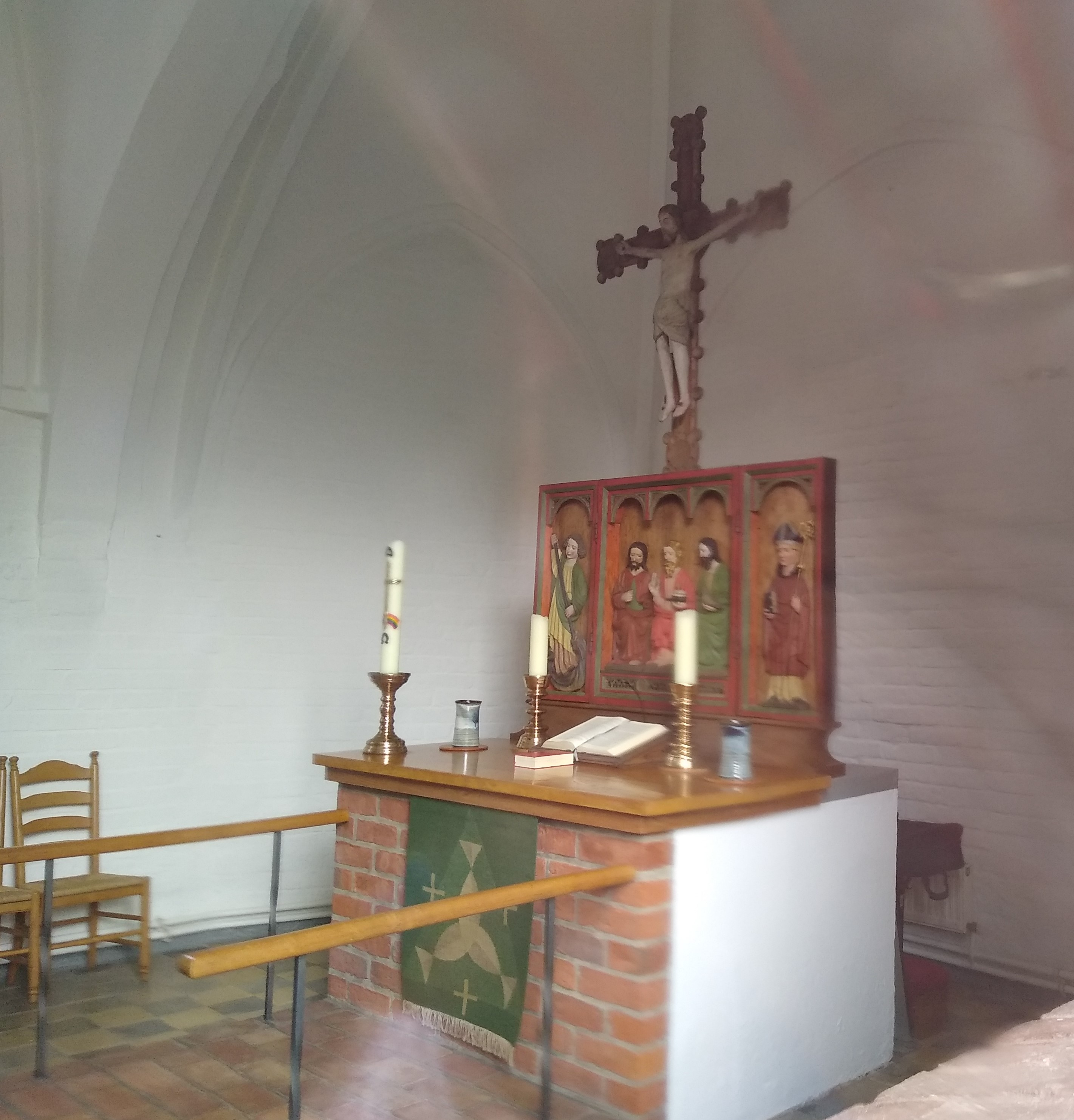
Altar mit Darstellung der Trinität
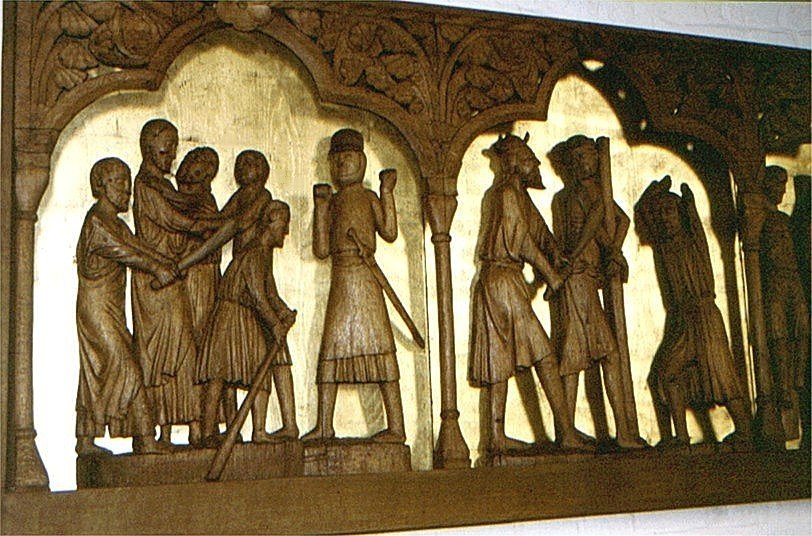
Zwei Szenen der Hüruper Passion (Gefangennahme und Geißelung Jesu)
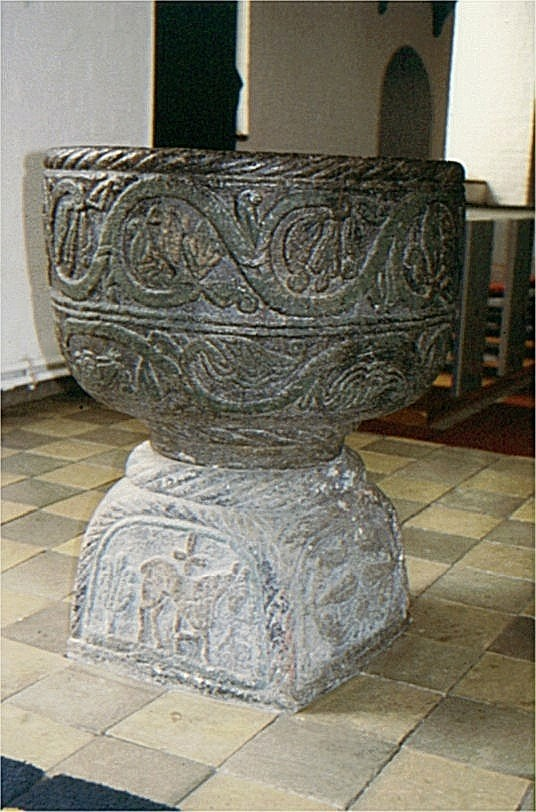
Taufstein

Madonna mit Kind
Vielleicht sogar älter als die Passion ist eine sitzende Madonna mit Kind, die möglicherweise in derselben Werkstatt wie die Passion entstand. Im 15. Jahrhundert wurde der Kopf der Madonna ausgetauscht, vermutlich, weil der strenge romanische Madonnentyp nicht mehr dem Zeitgeschmack entsprach. Der neue, gotische Kopf zeigt ein mütterlich liebliches Lächeln. Der rechte Unterarm der Madonna und der rechte Arm des Kindes fehlen. Die Figur hat eine Höhe von 72 cm. Fassungsreste sind nicht mehr erhalten. Eingreifende Überarbeitungen haben die Stilmerkmale so verändert, dass keine genauere Einordnung vorgenommen werden kann.
Schnitzaltar mit einem alten Triumphkreuz
Der kleine Altaraufsatz aus der Mitte des 15. Jahrhunderts auf dem 1934 gemauerten Altartisch gehörte ursprünglich zu einem Nebenaltar. Er zeigt im Mittelschrein die Dreifaltigkeit in Form von drei Figuren: in der Mitte Gottvater mit der Weltkugel, in Form eines Reichsapfels, links Christus, rechts der Heilige Geist, als bärtiger junger Mann dargestellt, der in seiner Hand eine Taube hält. In den Seitenflügeln befinden sich Figuren des Erzengels Michael und eines heiligen Bischofs. Der Schrein wurde auf einem Dachboden gefunden, im Thaulow-Museum restauriert, nach vorhandenen Resten der Fassung neu bemalt und 1934 wieder auf den Sockel gesetzt. Er ersetzt damit einen neugotischen Altar, der wiederum einen Barockaltar ersetzte. Auf dem Altarschrein ist seit 1934 ein gotisches Kruzifix von etwa 1330 angebracht, das jedoch den steiferen romanischen Stil nachahmt.
Kreuzgruppe
Die Triumphkreuzgruppe stammt von etwa 1500. Ursprünglich war sie unter dem Chorbogen angebracht. Heute befindet sie sich an der Südwand des Chores. Die lebendigen, feingeschnitzten Figuren waren ursprünglich farbig, wurden aber 1892 mit einem braunen, holzimitierenden Anstrich versehen. Das Kreuzbrett stammt aus einer späteren Zeit, der Form nach vor der großen Renovierung 1892.
Apostelfiguren
Aus dem zweiten Viertel des 15. Jahrhunderts stammen zwei der vier Apostelfiguren an der Nordwand des Chores; die anderen beiden wurden wohl um 1900 ergänzt. Eine Restaurierung erfolgte vermutlich zeitgleich mit dem Trinitätsretabel. Freigelegt wurde dabei eine barocke Überfassung.
Kanzel
Die barocke Kanzel schnitzte Hans Buchholz in Flensburg 1666. Sie zeigt Christus und die Evangelisten. Sie sind als vollplastische Schnitzfiguren mit ihren Attributen in mit Hohlkehlleisten gefassten Feldern dargestellt. Diese von üppigen Fruchtgehängen flankierten Figuren sind mit sehr faltenreichen Gewändern ausdrucksstark in Szene gesetzt. Ein achtseitiger Schalldeckel und eine Treppe mit Tür sind Bestandteil dieser Kanzel.
Orgel
Die Orgel auf der Westempore im Turm mit neugotischem Prospekt baute Marcussen & Søn 1880. Die Empore wurde von Hans Buchholz im Jahr 1643 hergestellt. In 14 Feldern zeigt sie Malereien, in denen Apostel, Christus und Paulus abgebildet sind. Die von Pilastern und Beschlagwerk flankierten Gemälde sind in einer auffälligen Farbigkeit. Ein gewisser Hans von Gehlhorn aus Koltschen vermachte dieser Kirche die Emporenbrüstung. Die Orgel selbst stand bis 1990 neben dem Chorbogen in der Nordostecke des Kirchenschiffes.